# أوكسبريدج (ماساشوستس)
أوكسبريدج هي مدينة في مقاطعة وورسستر ماساشوستس في الولايات المتحدة الأمريكية. للسكان عام 2009 هو 13247. حسمت لأول مرة في 1662، وأدرجت كمدينة في عام 1727.
ومن المعروف أوكسبريدج للتاريخ العام 140 في صناعة الكشمير، وبزات عسكرية، الأولى الاميركية المرأة الناخبين ليديا تافت، 1756. هو اليوم مركز بلاكستون "وادي نهر، حديقة وطنية تاريخية

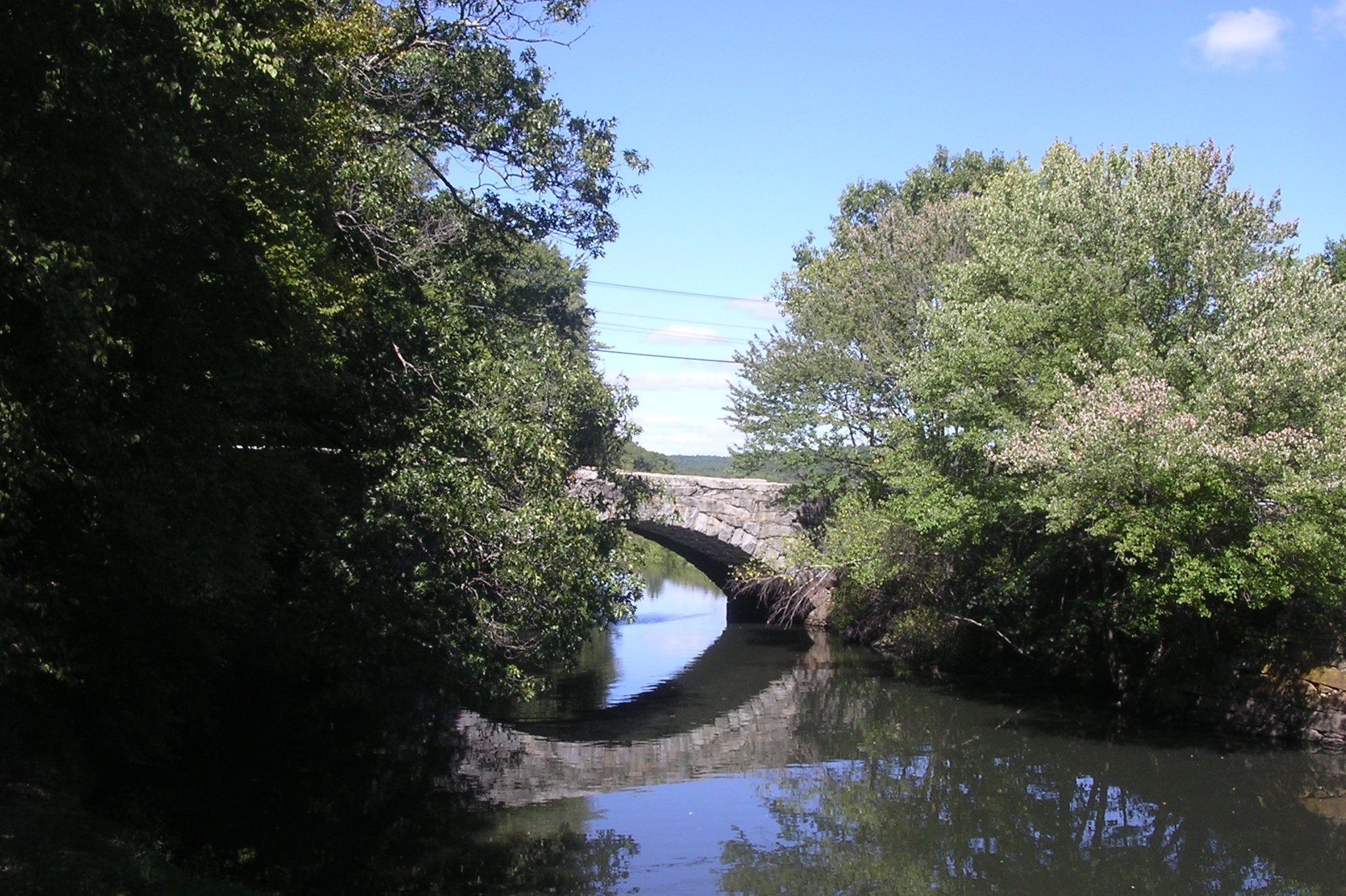

## المناخ
يظهر الجدول التالي التغييرات المناخية على مدار السنة لأوكسبريدج:
| البيانات المناخية لـأوكسبريدج     | البيانات المناخية لـأوكسبريدج | البيانات المناخية لـأوكسبريدج | البيانات المناخية لـأوكسبريدج | البيانات المناخية لـأوكسبريدج | البيانات المناخية لـأوكسبريدج | البيانات المناخية لـأوكسبريدج | البيانات المناخية لـأوكسبريدج | البيانات المناخية لـأوكسبريدج | البيانات المناخية لـأوكسبريدج | البيانات المناخية لـأوكسبريدج | البيانات المناخية لـأوكسبريدج | البيانات المناخية لـأوكسبريدج | البيانات المناخية لـأوكسبريدج |
| الشهر                             | يناير                         | فبراير                        | مارس                          | أبريل                         | مايو                          | يونيو                         | يوليو                         | أغسطس                         | سبتمبر                        | أكتوبر                        | نوفمبر                        | ديسمبر                        | المعدل السنوي                 |
| --------------------------------- | ----------------------------- | ----------------------------- | ----------------------------- | ----------------------------- | ----------------------------- | ----------------------------- | ----------------------------- | ----------------------------- | ----------------------------- | ----------------------------- | ----------------------------- | ----------------------------- | ----------------------------- |
| متوسط درجة الحرارة الكبرى °ف (°م) | 37 (3)                        | 40 (4)                        | 49 (9)                        | 59 (15)                       | 70 (21)                       | 79 (26)                       | 84 (29)                       | 82 (28)                       | 75 (24)                       | 64 (18)                       | 53 (12)                       | 42 (6)                        | 61 (16)                       |
| متوسط درجة الحرارة الصغرى °ف (°م) | 13 (−11)                      | 16 (−9)                       | 27 (−3)                       | 37 (3)                        | 47 (8)                        | 55 (13)                       | 60 (16)                       | 59 (15)                       | 49 (9)                        | 37 (3)                        | 30 (−1)                       | 20 (−7)                       | 38 (3)                        |
| الهطول إنش (مم)                   | 3.6 (91)                      | 3.3 (84)                      | 4.1 (100)                     | 3.9 (99)                      | 4.3 (110)                     | 3.6 (91)                      | 3.7 (94)                      | 4.1 (100)                     | 4.1 (100)                     | 4.1 (100)                     | 4.5 (110)                     | 4.0 (100)                     | 47.3 (1٬200)                  |
| المصدر: Weather.com               |                               |                               |                               |                               |                               |                               |                               |                               |                               |                               |                               |                               |                               |

## أعلام
- إدوارد سوليفان
- دانيال داي
- بنجامين آدامز
- فرانكلين بارتليت
- ويلارد بارتليت